# Casearia tardieuae
Casearia tardieuae är en videväxtart som beskrevs av Lescot och Sleum.. Casearia tardieuae ingår i släktet Casearia och familjen videväxter. Inga underarter finns listade i Catalogue of Life.